# كريستوفر ونايت (لاعب كريكت)
كريستوفر ونايت (1 ديسمبر 1972 في المملكة المتحدة - )  (بالإنجليزية: Christopher Knight)‏ هو لاعب كريكت بريطاني. لعب مع Hampshire Cricket Board ‏.